# Mejorada (kommunhuvudort)
Mejorada är en kommunhuvudort i Spanien.   Den ligger i provinsen Toledo och regionen Kastilien-La Mancha, i den centrala delen av landet, 110 km väster om huvudstaden Madrid. Mejorada ligger 551 meter över havet och antalet invånare är 1 272.
Terrängen runt Mejorada är huvudsakligen platt, men åt sydväst är den kuperad. Mejorada ligger uppe på en höjd. Runt Mejorada är det tätbefolkat, med 397 invånare per kvadratkilometer. Närmaste större samhälle är Talavera de la Reina, 6,9 km sydost om Mejorada. Trakten runt Mejorada består till största delen av jordbruksmark.